# Олешко Ганна Сергіївна
Ганна Сергіївна Олешко (нар. 2 березня 1939, село Маячка, тепер Новосанжарського району Полтавської області) — українська радянська діячка, ланкова колгоспу імені Щорса Новосанжарського району Полтавської області. Депутат Верховної Ради СРСР 8—9-го скликань.

## Біографія
Народилася в селянській родині. Освіта середня. У 1956 році закінчила середню школу в селі Маячка Новосанжарського району Полтавської області.
У 1956—1960 роках — колгоспниця, з 1960 року — ланкова колгоспу імені Щорса села Маячка Новосанжарського району Полтавської області. Ударник комуністичної праці. Збирала високі врожаї цукрових буряків та кукурудзи.
Член КПРС з 1972 року.
Потім — на пенсії в селі Маячка Новосанжарського району Полтавської області.

## Нагороди
- медаль «За доблесну працю. В ознаменування 100-річчя з дня народження Володимира Ілліча Леніна» (1970)
- медалі